# Krasnokutskij rajon
Il Krasnokutskij rajon (in russo Краснокутский район?) è un rajon dell'Oblast' di Saratov, nella Russia europea; il suo capoluogo è Krasnyj Kut.